# Deutsche Einband-Meisterschaft 1962/63
Die Deutsche Einband-Meisterschaft 1962/63 ist eine Billard-Turnierserie und fand vom 15. bis zum 21. April 1963 in Homberg zum elften Mal statt.

## Geschichte
Erstmals gewann Norbert Witte die deutsche Meisterschaft im Einband. Es war sein erster deutscher Titel im Billard. Witte ist ein Schüler von Gerd Thielens, der lange Zeit das deutsche Einbandspiel mitbeherrschte. Bei nur einem Unentschieden gegen Siegfried Spielmann, der am Ende Dritter wurde, kam er ansonsten nie in große Bedrängnis. Mit 10,00 erzielte er den besten Durchschnitt eines Deutschen bei einer Spieldistanz von 200 Punkten. Für den erkrankten Ernst Rudolph und den unabkömmlichen Josef Bolz kamen Dietmar Koch und Willi Arnold ins Turnier. Wieder sehr gut präsentierte sich der Zweite Joachim Eiter.

## Modus
Gespielt wurde im Round Robin-Modus bis 200 Punkte.
Die Endplatzierung ergab sich aus folgenden Kriterien:
1. Matchpunkte
2. Generaldurchschnitt (GD)
3. Bester Einzeldurchschnitt (BED)
4. Höchstserie (HS)

## Teilnehmer (alphabetisch)
1. Willi Arnold (BC zur Heide Goch)
2. Joachim Eiter (Billard-Gesellschaft Münster 1914)
3. Ewald Kajan (Homberger Billard-Club 1957)
4. Dietmar Koch (Homberger Billard-Club 1957)
5. Siegfried Spielmann (Düsseldorfer Billardfreunde 1954)
6. Norbert Witte (BC Grün-Weiß-Rot Oberhausen)

## Abschlusstabelle
| MP    | Match Points (Sieger = 2; Unentschieden = 1; Verlierer = 0) |
| Pkte. | Erzielte Karambolagen                                       |
| Aufn. | Benötigte Versuche                                          |
| GD    | Generaldurchschnitt                                         |
| BED   | Bester Einzeldurchschnitt eines Spielers                    |
| HS    | Höchstserie                                                 |
|       | Bester GD des Turniers                                      |
|       | Bester ED des Turniers                                      |
|       | Beste HS des Turniers                                       |
|       | 1. Platz (Gold)                                             |
|       | 2. Platz (Silber)                                           |
|       | 3. Platz (Bronze)                                           |

| Endklassement             | Endklassement       | Endklassement | Endklassement | Endklassement | Endklassement | Endklassement | Endklassement | Endklassement | Endklassement |
| Platz                     | Name                | MP            | Pkte.         | Aufn.         | GD            | BED           | HS            |               |               |
| ------------------------- | ------------------- | ------------- | ------------- | ------------- | ------------- | ------------- | ------------- | ------------- | ------------- |
| 1                         | Norbert Witte       | 9:1           | 1000          | 211           | 4,73          | 10,00         | 39            |               |               |
| 2                         | Joachim Eiter       | 8:2           | 956           | 256           | 3,73          | 4,34          | 39            |               |               |
| 3                         | Siegfried Spielmann | 7:3           | 978           | 241           | 4,05          | 5,00          | 30            |               |               |
| 4                         | Ewald Kajan         | 4:6           | 752           | 263           | 2,85          | 3,33          | 20            |               |               |
| 5                         | Dietmar Koch        | 2:8           | 786           | 313           | 2,51          | 2,06          | 19            |               |               |
| 6                         | Willi Arnold        | 0:10          | 656           | 330           | 1,98          | –             | 24            |               |               |
| Turnierdurchschnitt: 3,17 |                     |               |               |               |               |               |               |               |               |